# Политропски процес
Политропски процес је термодинамички процес који се описује релацијом
{\displaystyle PV^{\,n}=const}
где је 
P - притисак, 
V - запремина, 
n - коефицијент политропе (било који реалан број).
У политропском процесу специфични топлотни капацитет остаје константан
{\displaystyle C_{n}=const}
Политропски процеси су карактеристични процеси одређених система, нпр. ширење и сабијање гаса.

### Извођење формуле за специфични топлотни капацитет политропског процеса
{\displaystyle TV^{\,n-1}=const}
диференцирамо израз изнад:
{\displaystyle dTV^{\,n-1}+T(n-1)V^{\,n-2}dV=0}
одатле следи
{\displaystyle dV/dT=-{\frac {1}{n-1}}{\frac {V}{T}}}
израз за топлотни капацитет гласи
{\displaystyle C={\frac {R}{\gamma -1}}+{\frac {pdV}{dT}}}
односно
{\displaystyle C={\frac {R}{\gamma -1}}+{\frac {RTdV}{VdT}}}
када уведемо смену за :{\displaystyle dT/dV} добијамо једначину:
{\displaystyle C={\frac {R}{\gamma -1}}-{\frac {R}{n-1}}}
У зависности од вредности коефицијента политропе можемо извести остале термодинамичке процесе.
Уколико је 
{\displaystyle n=\gamma }, онда је C = 0 па је у питању адијабатски процес
{\displaystyle n=1}, ради се о изотермском процесу
{\displaystyle n=0}, ради се о изобарском процесу
{\displaystyle n=\infty }, ради се о изохорском процесу